# Aeroporto di Kaliningrad-Chrabrovo
L'aeroporto di Kaliningrad-Chrabrovo, conosciuto anche come l'aeroporto Chrabrovo,  è un aeroporto internazionale situato a 17 km a nord di Kaliningrad nell'Oblast' di Kaliningrad, nella Russia europea.

## Storia

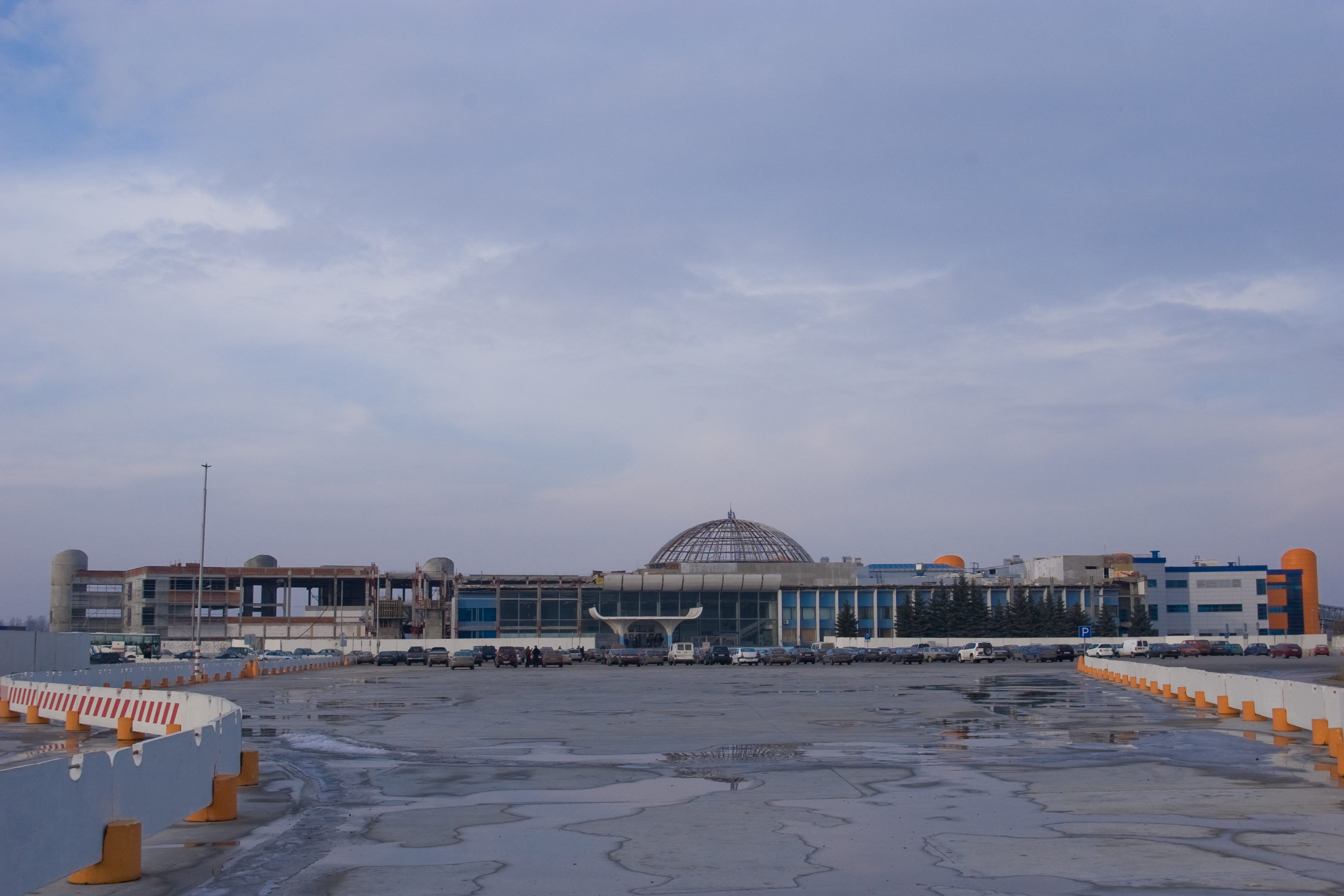
La vista panoramica del Terminal dell'aeroporto Chrabrovo in costruzione.

L'aeroporto Chrabrovo è hub secondario della compagnia aerea russa Aeroflot.
L'aeroporto di Kaliningrad è stato inoltre l'hub principale della compagnia aerea russa KD Avia fino alla sua bancarotta in seguito alla crisi finanziaria nel 2009.
Nel giugno 2010 la compagnia aerea russa Red Wings Airlines ha annunciato i piani di creazione dello hub all'aeroporto Chrabrovo con gli aerei Bombardier CRJ o ATR per ripristinare la rete dei collegamenti internazionali abbandonata dopo la bancarotta della compagnia aerea russa KD Avia nel 2009.

## Terminal Passeggeri
L'aeroporto Chrabrovo dispone attualmente di un Terminal Passeggeri per i voli di linea nazionali ed internazionali.
Al 20 agosto 2009 la capacità del Terminal per i voli di linea nazionali: 800 passeggeri/ora, la capacità del Terminal per i voli di linea internazionali: 400 passeggeri/ora. Attualmente si svolge la ricostruzione ed un ampliamento del Terminal che permetterà di aumentare l'attuale capacità dell'aeroporto sia sulla gestione dei voli di linea nazionali, sia sulle rotte internazionali.

## Terminal VIP
Nel luglio 2013 l'operatore di voli business all'aeroporto Chrabrovo, la VIP International Kaliningrad S.p.a., ha annunciato la costruzione del Terminal VIP nuovo entro la fine del 2014. All'aeroporto sono basati circa 20 aerei VIP e il fabbisogno di servizi di traffico in-coming in crescita ha sostenuto l'idea di costruzione del Terminal VIP per la gestione di voli VIP, business e l'aerotaxi a Kaliningrad.

## Dati tecnici
L'aeroporto di Kaliningrad-Chrabrovo dispone attualmente di una pista attiva di cemento armato di classe B di 2.500 х 60 m col peso massimo al decollo di 10 t.
È stato attrezzato per l'atterraggio/decollo dei seguenti tipi di aerei: Antonov An-12, Antonov An-148, Antonov An-24, Antonov An-26, Antonov An-72, Ilyushin Il-18, Tupolev Tu-134, Tupolev Tu-154, Tupolev Tu-204, Yakovlev Yak-40, Yakovlev Yak-42, ATR 42, ATR 72, Boeing 737, Saab 340, Embraer ERJ 145, Embraer EMB 195, Fokker F50, Airbus A319, Airbus A321, Airbus A320, Canadair CRJ-100LR, McDonnell Douglas MD-80.

## Collegamenti con Kaliningrad
L'aeroporto si trova a quasi 20 km dal centro di città ed è facilmente raggiungibile con dall'Autostazione di Kaliningrad con la linea no.138 del trasporto pubblico. Le corse della linea da/per il Terminal aeroportuale sono effettuate ogni 60 minuti con il tempo di percorrenza di 50 minuti.

## Statistiche
Questo grafico non è disponibile a causa di un problema tecnico.
Si prega di non rimuoverlo.
Vedi la query Wikidata di origine.